# Alchemilla circularis
Alchemilla circularis är en rosväxtart som beskrevs av Sergei Vasilievich Juzepczuk. Alchemilla circularis ingår i släktet daggkåpor, och familjen rosväxter. Inga underarter finns listade i Catalogue of Life.